# ويليام بي لورانس
ويليام بي لورانس (بالإنجليزية: William P. Lawrence)‏ هو ضابط وشاعر أمريكي، ولد في 13 يناير 1930 في ناشفيل في الولايات المتحدة، وتوفي في 2 ديسمبر 2005 في كراونسفيل في الولايات المتحدة.